# Taorantingparken
Taorantingparken eller Taoranting Gongyuan (kinesiska: 陶然亭公园) är en park i Kina.   Den ligger i provinsen Peking, i den nordöstra delen av landet, i huvudstaden Peking. Taoranting Gongyuan ligger 47 meter över havet.